# Cnidoscolus orbiculatus
Cnidoscolus orbiculatus är en törelväxtart som beskrevs av Cyrus Longworth Lundell. Cnidoscolus orbiculatus ingår i släktet Cnidoscolus och familjen törelväxter. Inga underarter finns listade i Catalogue of Life.